# Psammocoridae
Psammocoridae  is een familie van neteldieren uit de klasse van de Anthozoa (bloemdieren). 

## Geslacht
- Psammocora Dana, 1846